# Abbé Fétel
L’Abbé Fétel est une variété de poire obtenue de semis vers 1866 par l'abbé Fétel alors curé de Chessy-les-Mines.
Espèce
Classification phylogénétique

## Synonymes
- Abate Fétel (Italie).
- Abate.
- Calebasse abbé Fétel.

## Origine
D’origine française, le semis a été effectué en 1866, à partir de pépins de poires parmi lesquelles figuraient Duchesse d'Angoulême, Beurré d'Hardenpont, Beurré Clairgeau, Alexandrine Douillard... La première fructification a eu lieu à Charentay vers 1870.

## Arbre
D’une vigueur faible ou moyenne, l'arbre présente de bonnes affinités avec le cognassier.

Il fleurit moyennement précocement.

Il fructifie assez  précocement et sa production est abondante et régulière.

## Fruit

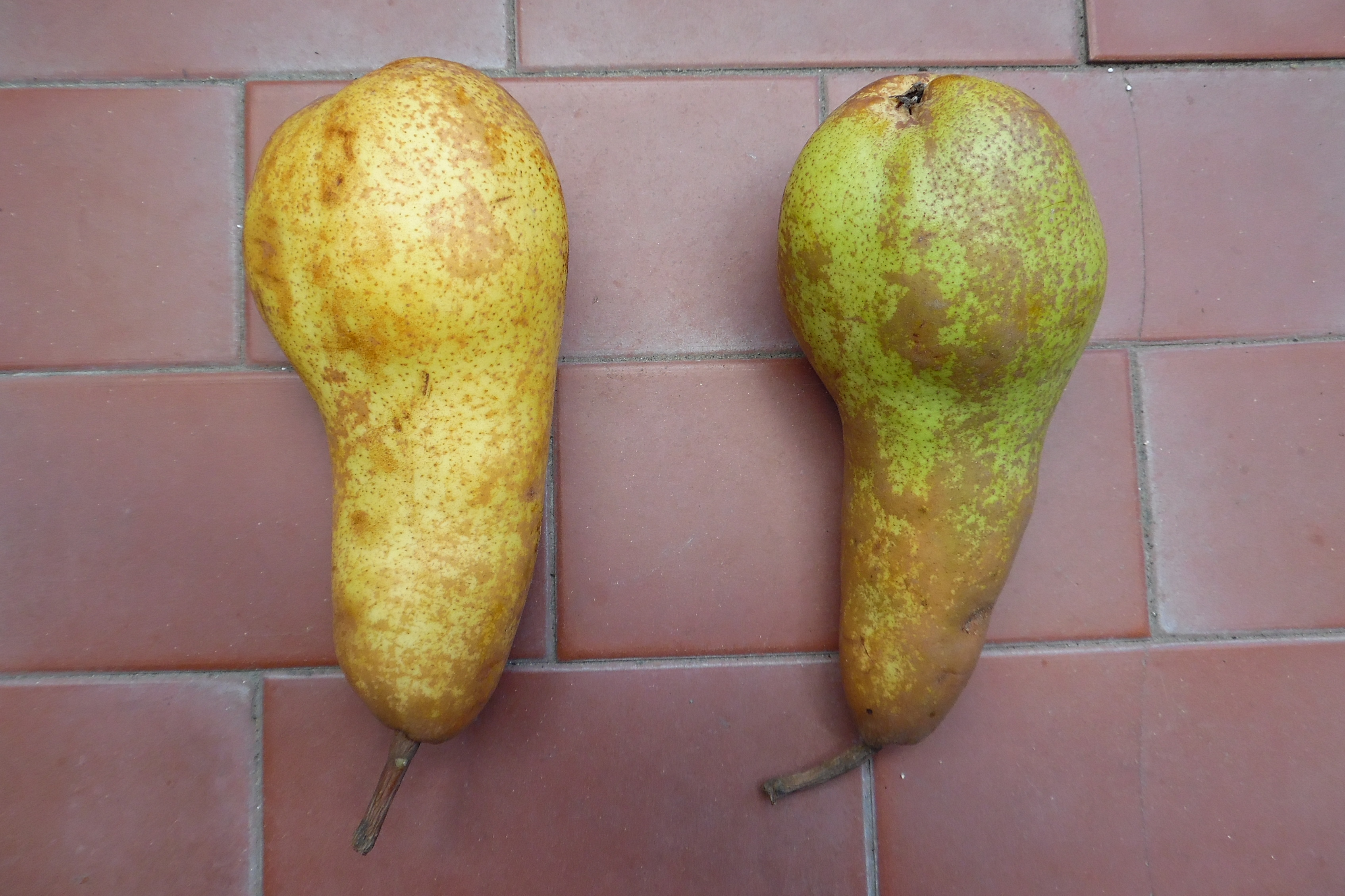
Ralentir le mûrissement : fruit non traité, fruit traité.

Son calibre est assez gros à gros, de forme très allongée, comme une calebasse, mais irrégulière.

Le poids est moyen : de 200 à 300 g.

L’épiderme, à maturité, est fin, rugueux, entièrement bronzé, taché de rose à l’insolation.

Sa chair sucrée et juteuse  est légèrement musquée.

Il se récolte fin septembre - début octobre.

La maturité naturelle pour la consommation se situe à mi-octobre.

Bonne conservation jusqu’en janvier en chambre froide.

Son emballage est malaisé : le conditionnement de ce fruit est peu commode en raison de sa forme. Son apparence surprend le consommateur.

Très cultivé en Italie (7 à 8 % de la production nationale) mais aussi au Chili et en Argentine.

Des traitements permettent de ralentir le mûrissement des fruits.

Le code PLU du fruit est 3012.

## Appréciations générales
Moyennement sensible  à la tavelure sur feuilles et sur fruits, assez sensible au pseudomonas sur feuille et bouton foral.

Pas de résistance particulière aux maladies à signaler.

Résiste de manière satisfaisante au transport et aux manipulations.

Pas d’usage particulier, c’est un fruit de table.